# Pirk (Hof)

Karte von Pirk

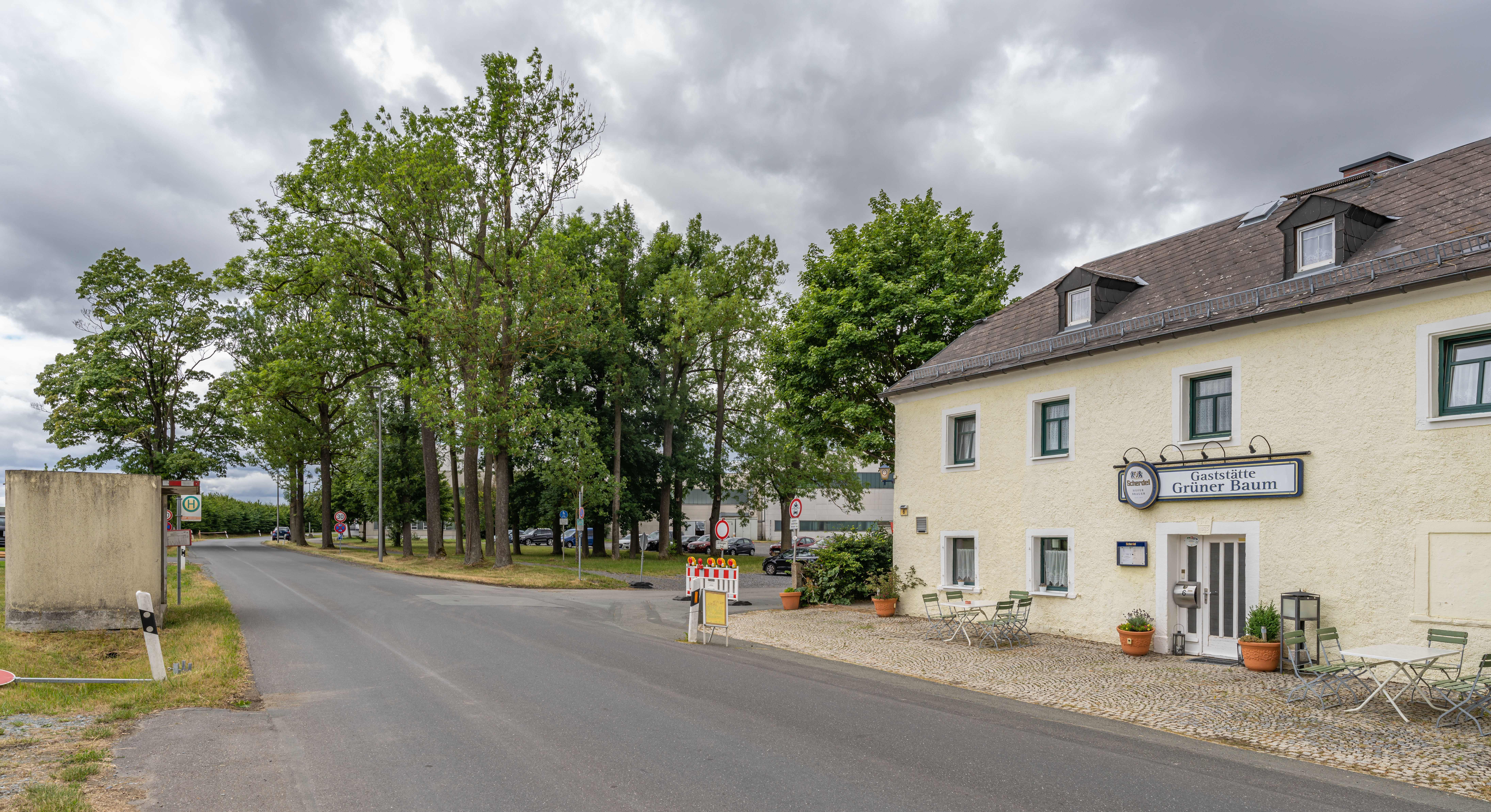
Blick von der Hauptstraße mit Gaststätte und Haltestelle

Pirk ist ein Stadtteil der kreisfreien Stadt Hof (Regierungsbezirk Oberfranken, Bayern). Pirk liegt in der Gemarkung Föhrenreuth.

## Geografie
Westlich des Weilers befindet sich der Flugplatz Hof-Plauen. Die Kreisstraße HO 37/HOs 37 führt nach Konradsreuth zur Staatsstraße 2461 (2,5 km südwestlich) bzw. zur St 2461 bei Lausenhof (1,2 km östlich). Anliegerwege führen nach Stein (0,5 km nördlich) und nach Brand (0,3 km westlich).

## Geschichte
Pirk gehörte ursprünglich den Herren von Reitzenstein und wurde von diesen an das Fürstentum Bayreuth verkauft. Das Hospitalamt Hof war Grundherr der Anwesen.
Von 1797 bis 1810 unterstand Pirk dem Justiz- und Kammeramt Hof. Infolge des Ersten Gemeindeedikts wurde Pirk dem 1812 gebildeten Steuerdistrikt Konradsreuth und der zugleich entstandenen Ruralgemeinde Föhrenreuth zugewiesen. Zum 1. Oktober 1954 wurde Pirk an die Gemeinde Martinsreuth abgetreten. Im Zuge der Gebietsreform in Bayern wurde Pirk am 1. Juli 1972 nach Hof eingemeindet.

### Baudenkmäler
- Haus Nr. 1: Dreiseithof[11]
- Haus Nr. 3: Bauernhaus mit Nebengebäude[11]
- Haus Nr. 6: Gasthof[11]

### Einwohnerentwicklung
| Jahr      | 1799  | 1819  | 1861   | 1871   | 1885   | 1900   | 1925   | 1950   | 1961   | 1970   | 1987   | 2007 |
| Einwohner | 66    | *62   | 69     | 62     | 56     | 39     | 42     | 58     | 36     | 28     | 29     | 37   |
| Häuser    |       |       |        |        | 7      | 7      | 7      | 7      | 7      |        | 9      |      |
| Quelle    | [ 5 ] | [ 7 ] | [ 13 ] | [ 14 ] | [ 15 ] | [ 16 ] | [ 17 ] | [ 18 ] | [ 19 ] | [ 20 ] | [ 21 ] |      |

## Religion
Pirk ist seit der Reformation evangelisch-lutherisch geprägt und bis heute nach St. Michaelis (Hof) gepfarrt.